# 木屋瀬宿
木屋瀬宿（こやのせじゅく）は、福岡県北九州市八幡西区木屋瀬に存在した宿場である。長崎街道の起点である小倉から2番目の宿場であり、博多を経て唐津に至る唐津街道が分岐する。街道と遠賀川の水運で栄え、旧街道沿いには当時の町並みが残っており、当時の歴史や史料を紹介する施設として北九州市立長崎街道木屋瀬宿記念館がある。

## 主な史跡

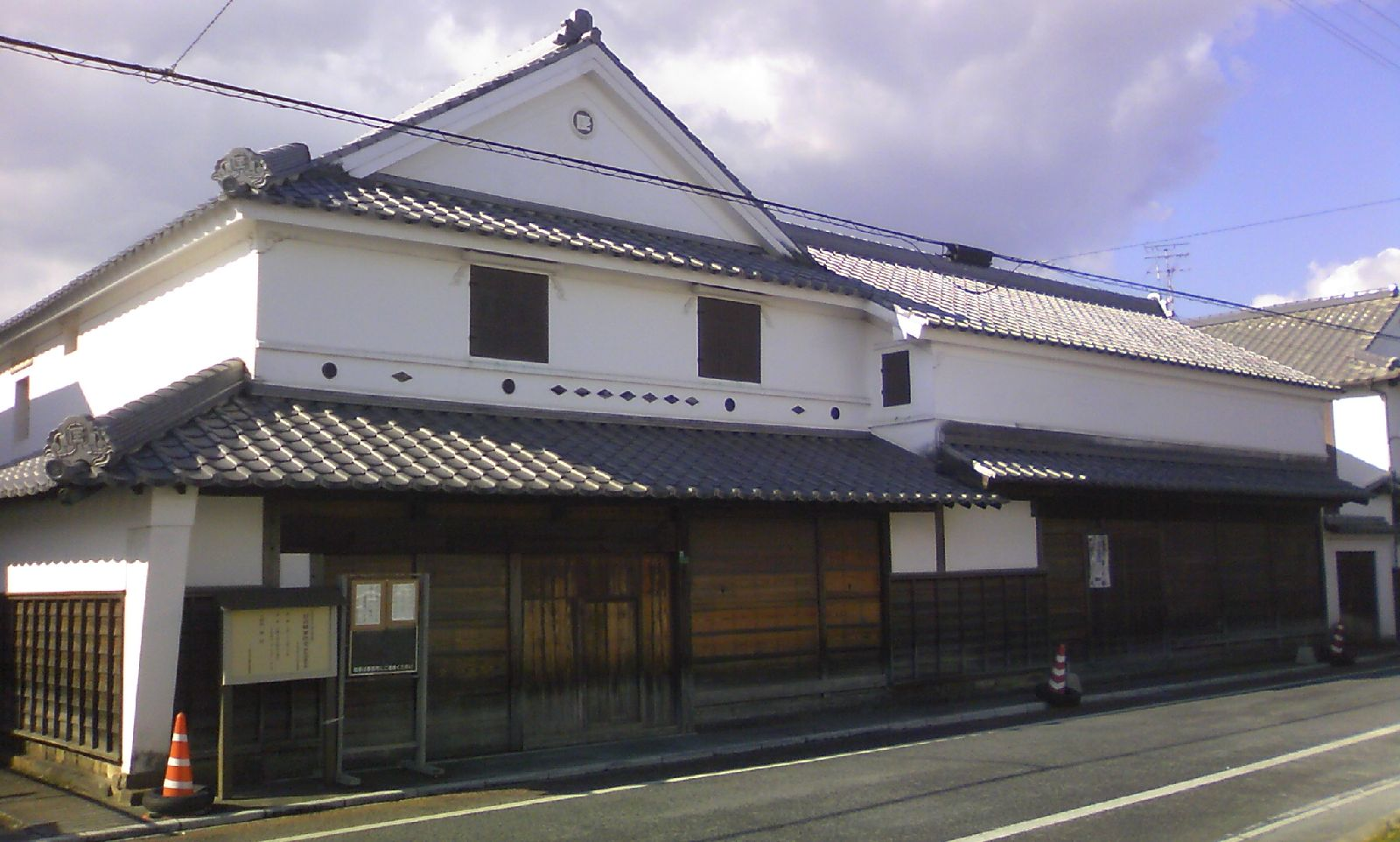
旧高崎家住宅（放送作家・伊馬春部の生家）

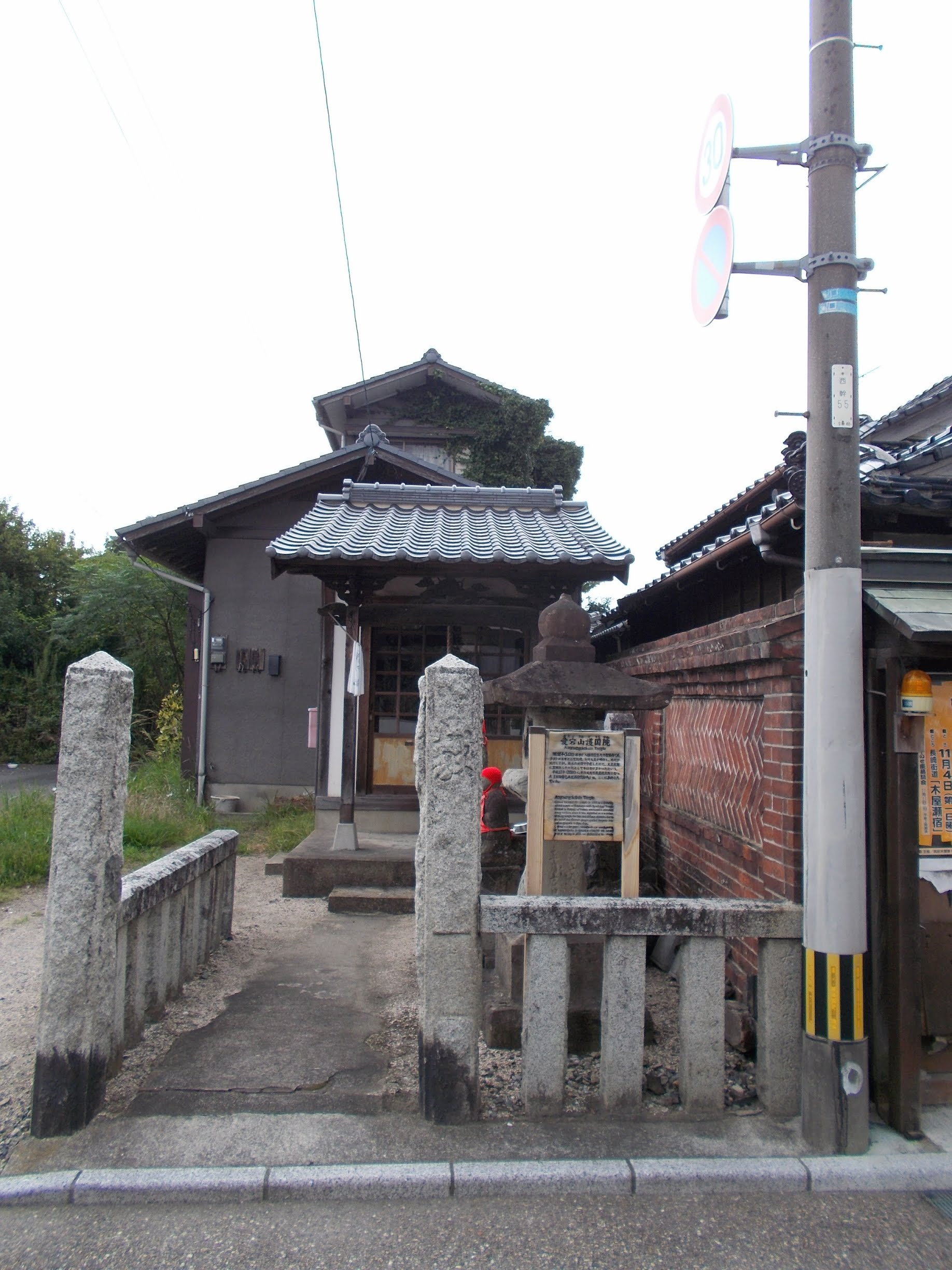
愛宕山護国院

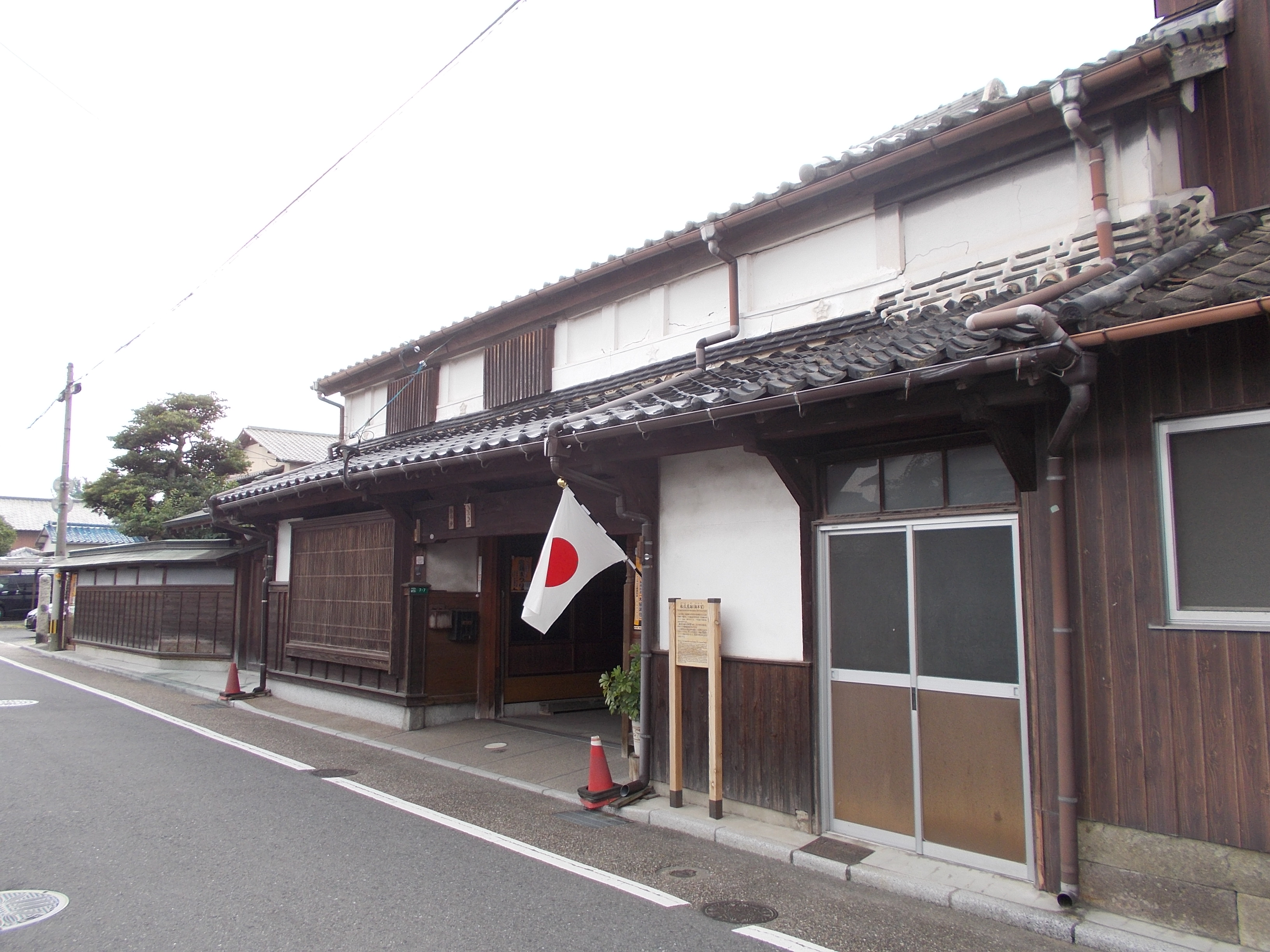
船庄屋跡

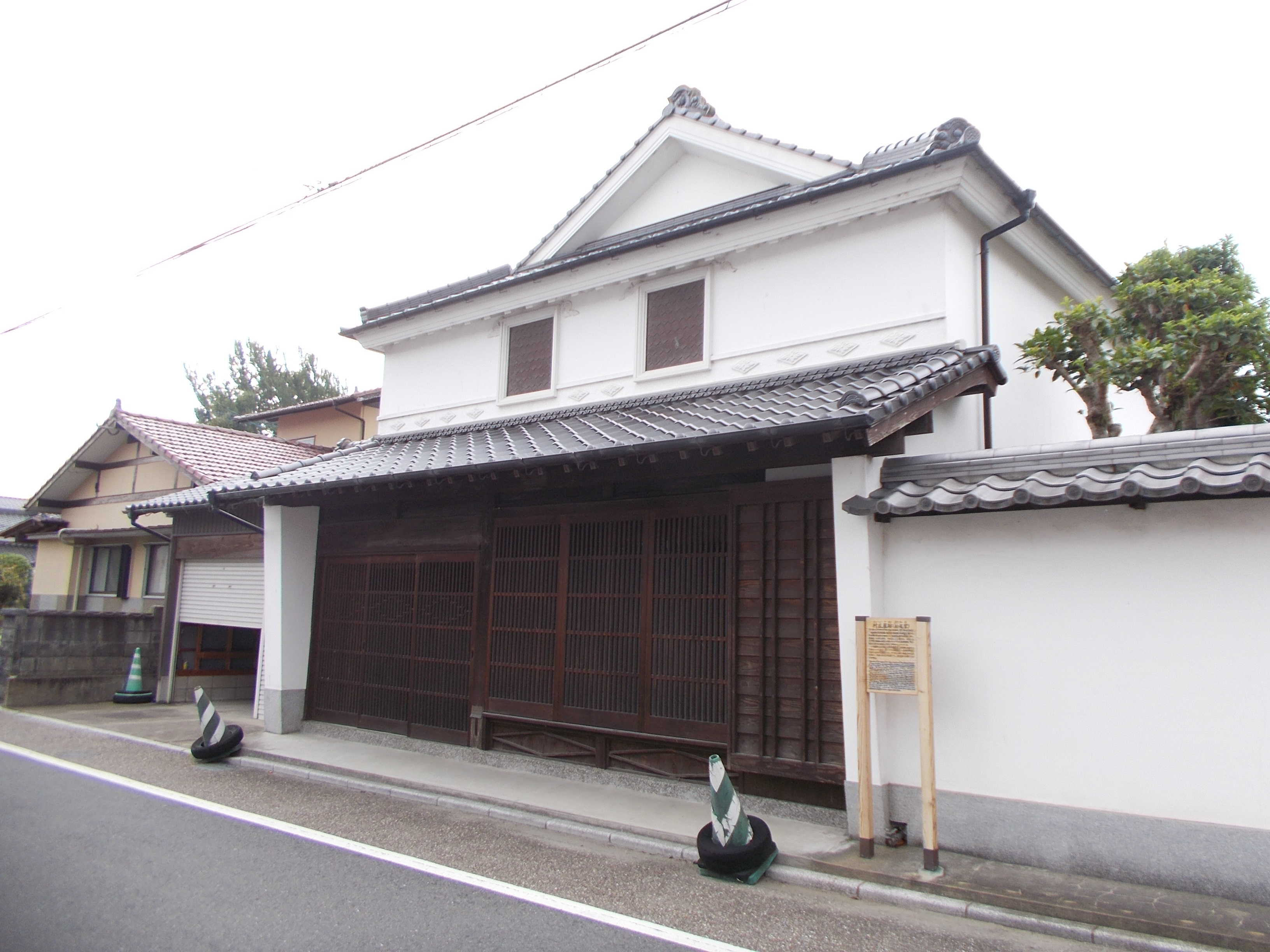
村庄屋跡

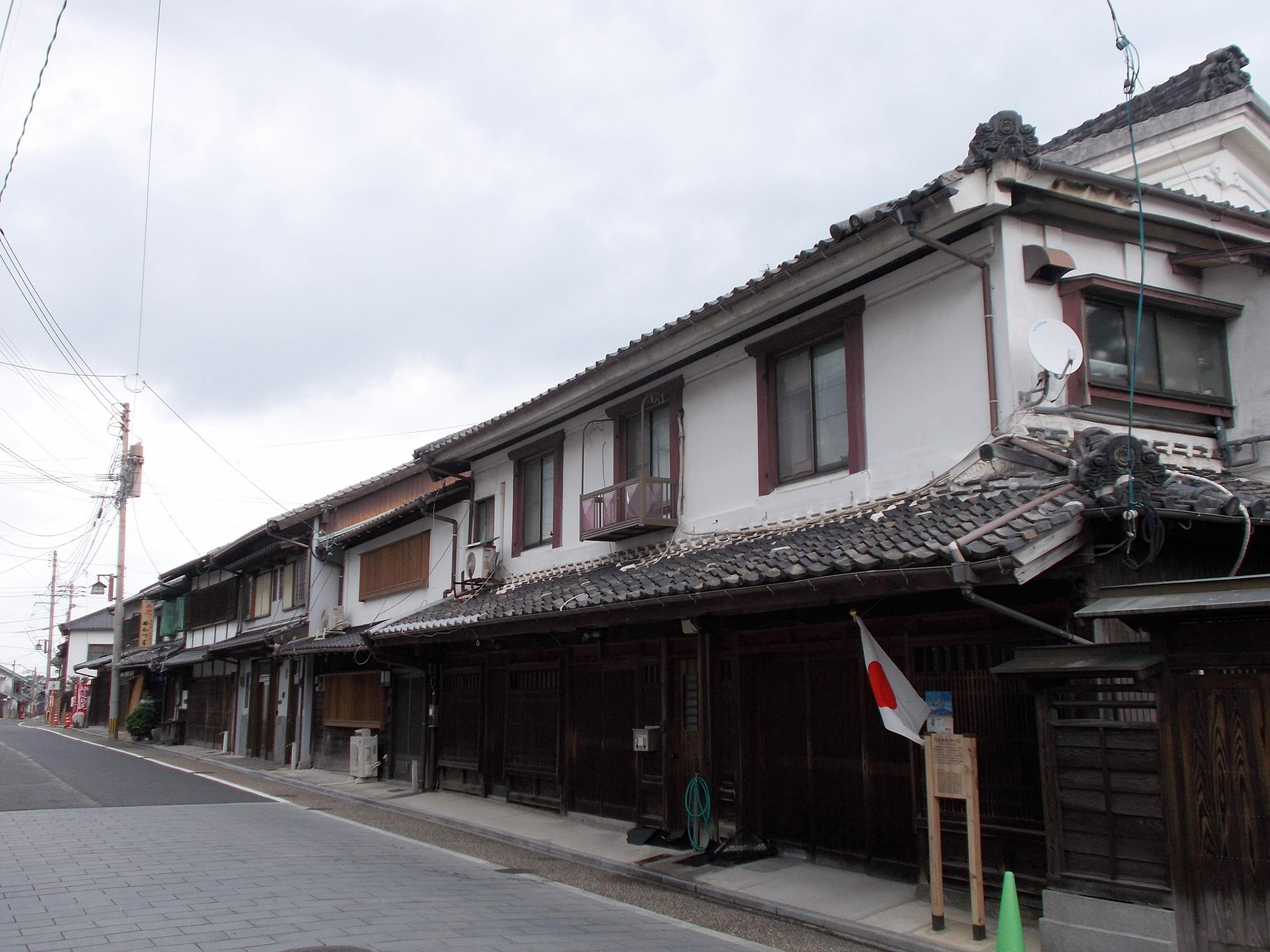
問屋場跡

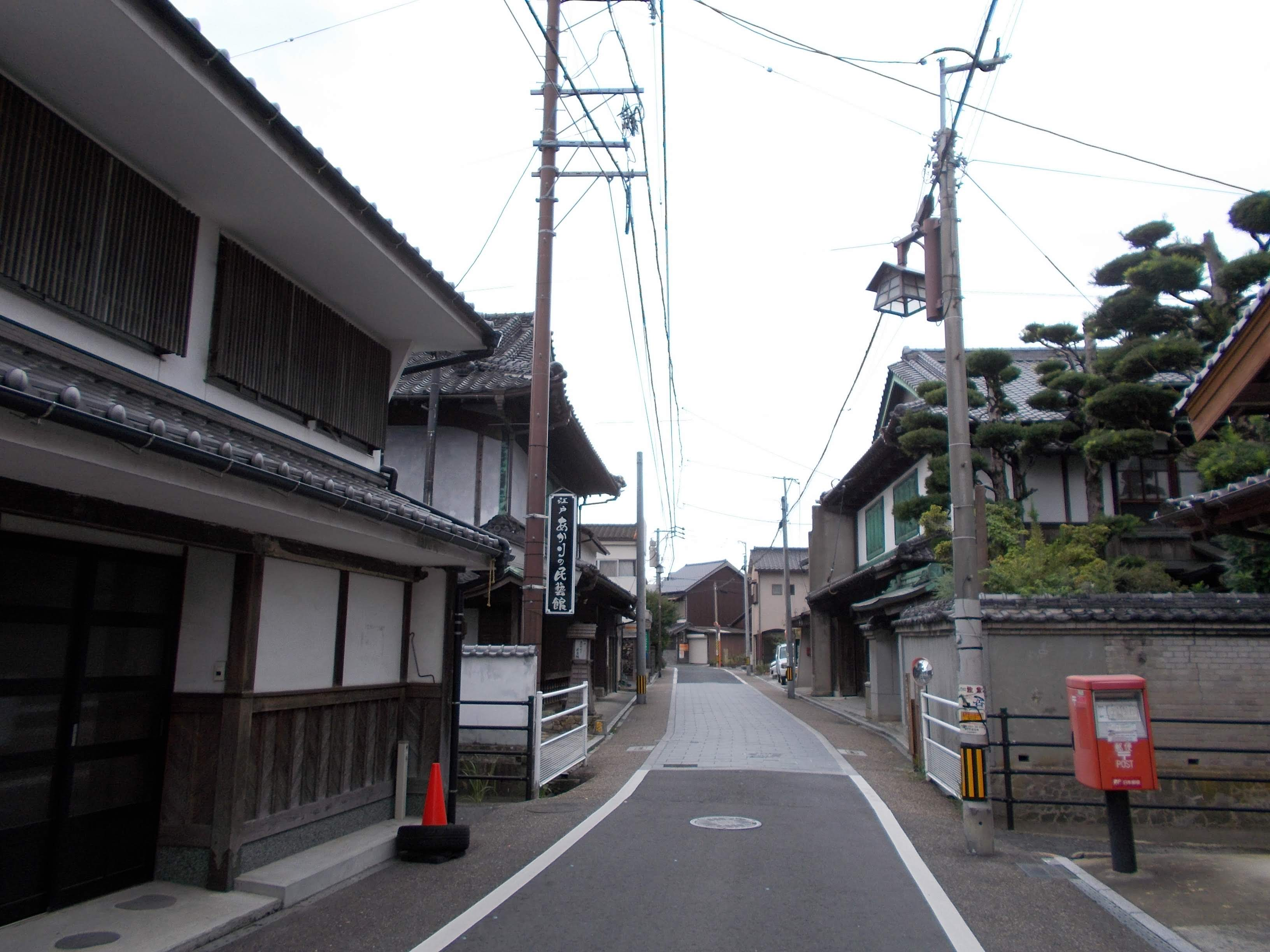
東構口跡

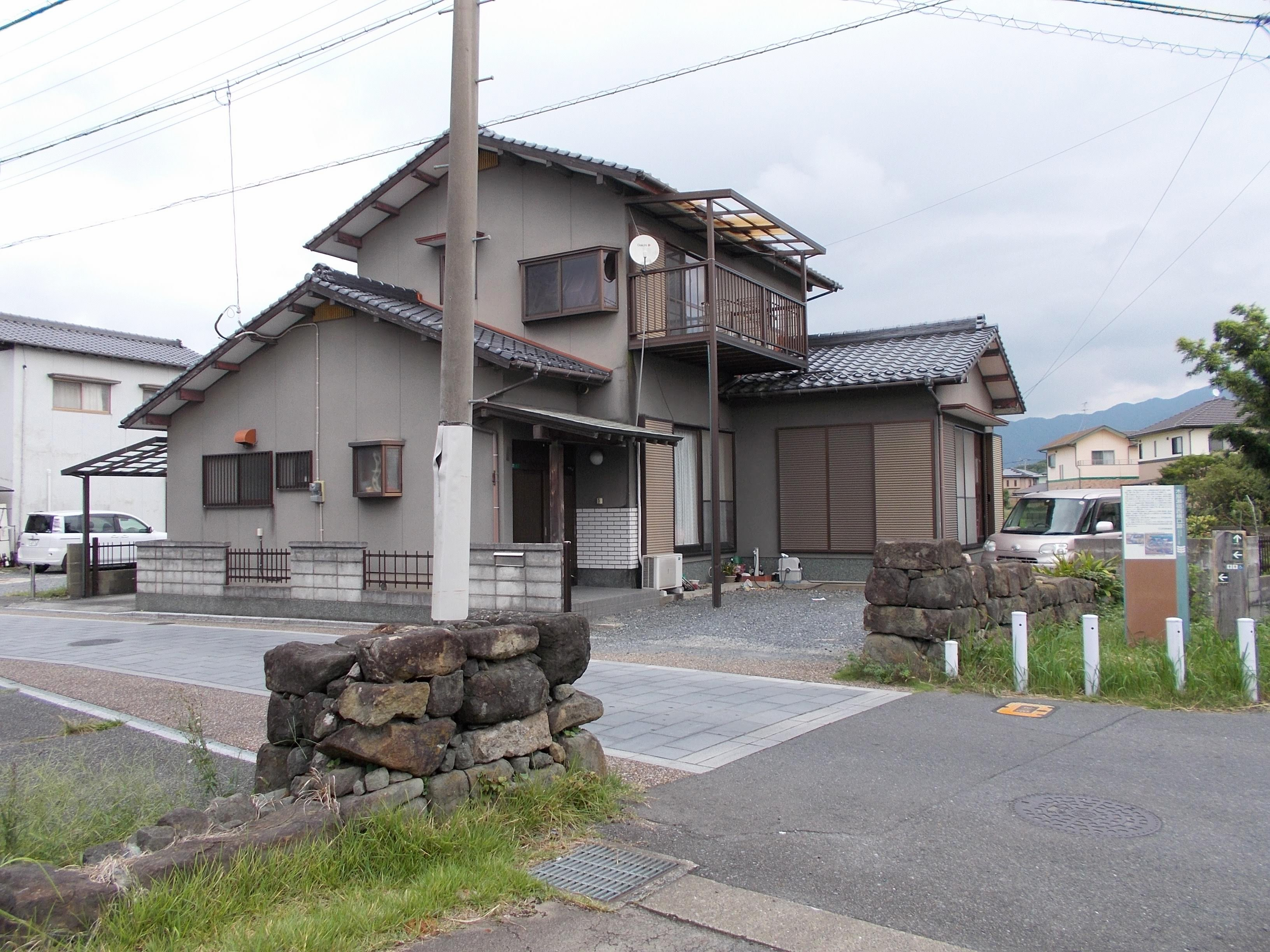
西構口跡

- 旧高崎家住宅（市指定有形文化財、伊馬春部生家）
- 船庄屋跡
- 愛宕山護国院
- 村庄屋跡
- 興玉（おきたま）神社
- 妙雲寺
- 代官所跡
- 長徳寺
- 問屋場跡（野口 援太郎生家）
- 須賀神社
- 郡屋跡
- 西元寺
- 永源寺
- 扇天満宮
- 東構口跡
- 西構口跡
- 御茶屋跡
- 脇本陣跡
- 渡し場

## 追分道標の損傷

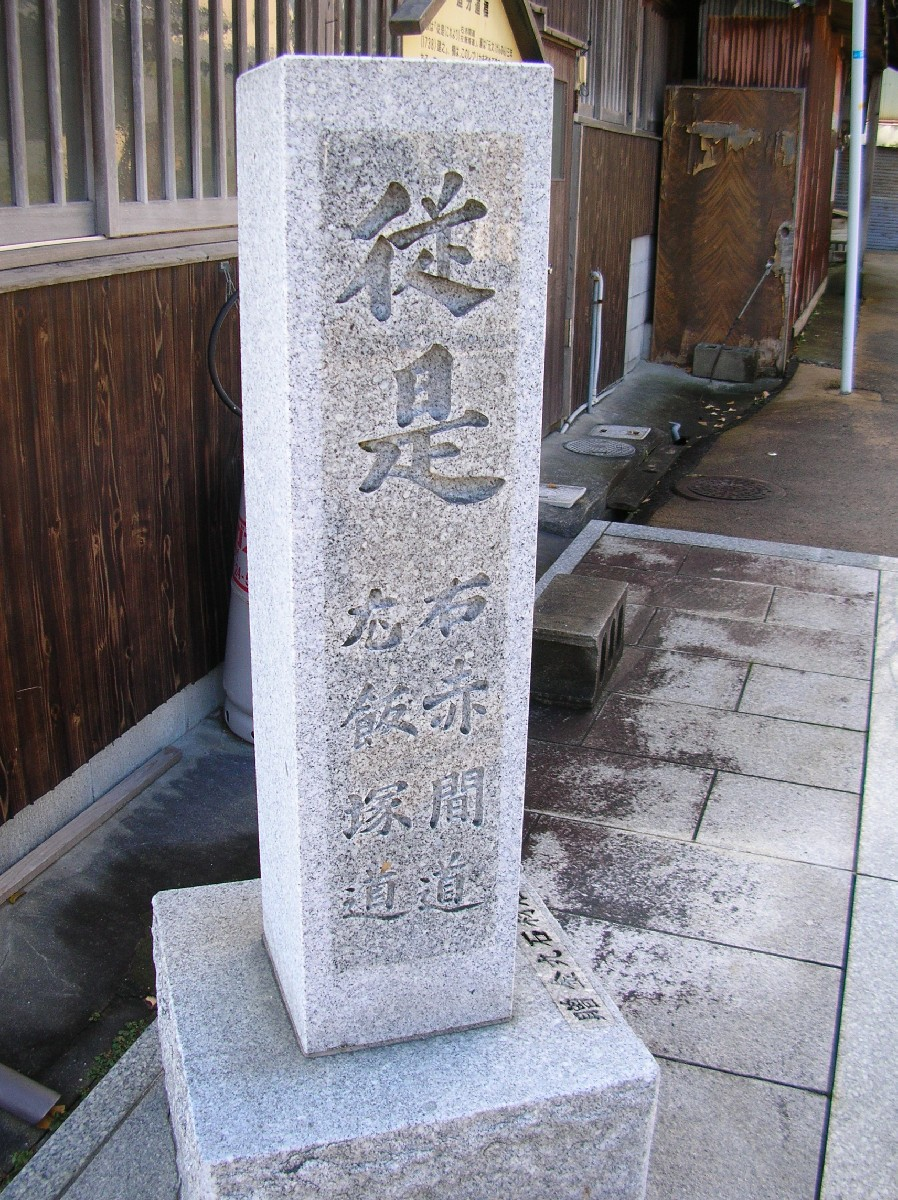
復元された追分道標レプリカ

興玉神社と西構口跡の近くに長崎街道と唐津街道の分岐点を表す「追分道標」が設置されていたが、交通事故によって破損したため、現地には1996年（平成8年）に復元されたレプリカが設置されている。実物は北九州市立長崎街道木屋瀬宿記念館に保管されている。

## 祭り・イベント
- 筑前木屋瀬祇園祭り - 7月上旬開催、須賀神社の奉納祭で二台の山笠が町内を回る[1]。
- 木屋瀬盆踊り - 8月13日から15日まで開催、通称宿場踊[2]。福岡県指定無形民俗文化財[2]。
- 筑前木屋瀬宿場まつり - 11月第一日曜日開催、盆踊り（宿場踊）や町家の内部公開など[3]。

## 交通アクセス

### 鉄道
最寄駅︰筑豊電気鉄道 木屋瀬駅

### バス
最寄バス停は「緑ヶ丘」か「山浦」。西鉄バス筑豊の高速・特急・急行バスが停車。
- 福岡市から︰西鉄天神高速バスターミナル から直方行き高速に乗車し、上記バス停で下車。
- 北九州市小倉から：砂津バスセンター・小倉駅から直方行き特急に乗車し、上記バス停で下車。
- 北九州市黒崎から︰西鉄黒崎バスセンター から直方行き急行に乗車し、上記バス停で下車。